# 公文式 (勅令)
公文式（こうぶんしき、明治19年2月26日勅令第1号）は、かつて存在した日本の勅令。

## 沿革
- 1886年（明治19年） - 制定。
- 1907年（明治40年） - 公式令の制定とともに廃止。

## 内容
以下のことについて定めていた。
- 勅令・法律の公布の形式
- 閣令・省令の公布の形式
- 法律・命令の布告、および施行の期限
- 国璽・御璽の取り扱い方

『公文式』によってそれ以前の日本の太政官布告・太政官布達・太政官達（以上は明治天皇に裁可されていれば後の勅令に相当）、および各省の達という法令体系は廃止された。公文式によって新しく法律・勅令・閣令・省令といった日本の法令体系が創設された。戦前の勅令という法令は公文式によって開始されたものであった。勅令は閣議決定後内閣総理大臣が上奏し天皇に裁可され成立、法律は帝国議会可決後内閣総理大臣が上奏し天皇に裁可され成立した。勅令と法律は、明治憲法上の国家主権者であった天皇の裁可を経ていたので、国家最高の法令であった。